# Bar Hadad I
Bar Hadad I (Hadads son) var en arameisk konung över Aram-Damaskus tidigt på 800-talet f Kr. När man krönte kungar i Aram gjorde man det i Hadads namn. Hadad var araméernas främste gud och hade rollen som åskans, regnets, och stormens gud. En del av de arameiska kungarna antog namnet Hadad efter gudomen.